# 荊楚歳時記
『荊楚歳時記』（けいそさいじき）は、中国南方の荊楚地方（長江中流域）の年中行事を記した月令の一種で、南朝梁の宗懍（そうりん）によって書かれ、隋の杜公瞻（とこうせん）によって注釈が加えられた。

## 成立
『荊楚歳時記』の本来の題は『荊楚記』といったらしい。著者の宗懍は南朝梁の普通6年（525年）の秀才だったが、554年に西魏が江陵を陥落させたときに北へ連行され、北周の武帝の保定年間に64歳で没した。
正確な成書年は不明だが、杜台卿『玉燭宝典』が『荊楚記』を引用しているため、それ以前の成立である。一方、注を書いた杜公瞻は杜台卿の甥で、注の中で『玉燭宝典』を引用している。

## 内容
正月一日からはじめて、順番に年中行事を記す。守屋美都雄によれば、それ以前の書籍にくらべて、『荊楚歳時記』には以下のような特徴がある。
1. 生活の実相をそのまま描写しており、儒教色や五行思想の影響が薄い。
2. 宗族結合のことが記されていない。
3. 辟邪、辟病のことが大半を占める。

一方、杜公瞻の注は多数の書籍を引用し、独自の風俗の記述もなされているため、本文に劣らず重要である。たとえば端午と屈原の関係は本文になく、注にのみ見える。北方と南方の習慣の違いをしばしば比較しているのも特徴である。

## テクスト
『荊楚歳時記』は明以降の叢書である『説郛』『宝顔堂秘笈』『広漢魏叢書』などに収録されている。『広漢魏叢書』本がもっとも普及しているが、『宝顔堂秘笈』本は『広漢魏叢書』本に載せない文章を含む。
これらの現行本は本来の形とはかなり異なっているらしく、他の書物に引用されている『荊楚歳時記』の文が現行本に見えないことが多い（佚文）。
日本では元文2年（1737年）刊の和刻本がある。

## 日本語訳
守屋美都雄による訳注がある（帝国書院1950）。1978年に補訂を加えて平凡社東洋文庫に収められた。